# Халметов, Сергей Балтабаевич
Сергей Балтабаевич Халметов (род. 1978, Кезский район, Удмуртская АССР, СССР) — российский серийный убийца и насильник, совершивший не менее 4 убийств девушек и женщин, сопряжённых с изнасилованиями, в период с 30 сентября 2002 по 2007 год на территории Пермского края и республики Удмуртия. Две жертвы Халметова являлись несовершеннолетними детьми, а одна была беременной женщиной. Настоящее количество жертв Сергея Халметова не известно следствию. Его причастность ко всем совершенным убийствам была установлена только лишь после его ареста в 2007 году, вследствие чего, по версии правоохранительных органов, Халметов несёт ответственность за совершение ещё ряда преступлений, причастность к которым доказать не удалось.

## Биография

### Ранние годы
О ранних годах жизни Сергея Халметова известно крайне мало. Родился в 1978 году в одном из сёл Кезкого района Удмуртской АССР. После окончания школы он женился и проживал вместе женой и ребёнком в посёлке Чепца (Удмуртия), где работал путейцем на железной дороге. Родственниками, знакомыми и коллегами по работе он на тот момент характеризовался положительно. В начале 2000-х годов Халметов начал испытывать патологически повышенное половое влечение и половую активность, вследствие чего свободное от работы время предпочитал проводить на железнодорожных станциях и в электричках, где пытался знакомиться с девушками и склонять их к интимной близости.

### Убийства
Серия убийств началась 30 сентября 2002 года. Первой жертвой Сергея Халметова стала 18-летняя Валентина Шкляева, которая так же, как и он, проживала в посёлке Чепца. Летом того же года девушка окончила школу, после чего поступила в Пермский педагогический колледж и перебралась из родительского дома в одно из пермских общежитий. В конце сентября она приехала в посёлок Чепца, где провела с родителями выходные. 30 сентября в полпятого утра Валентина Шкляева села в электропоезд № 0662 сообщением «Белезино-Пермь-2» и отправилась в Пермь. В одном из вагонов она встретила Сергея Халметова, с которым несколько часов они вели непринуждённую беседу. Согласно свидетельствам Халметова, днём 30 сентября он вышел из электрички вместе с ней в Перми, после чего предложил выпить пива, на что девушка якобы ответила согласием. Халметов утверждал, что выйдя на перрон железнодорожной станции Курья, он вместе с Валетиной отправился в лес, где они некоторое время беседовали и пили пиво, после чего он предложил ей заняться сексом и начал сексуально домогаться, однако Валентина оказала сопротивление, после чего он избил её, изнасиловал и задушил. Труп убитой он закопал в неглубокой могиле на территории леса, после чего, никем не замеченный, покинул место преступления. Когда Валентина не приехала в назначенный день на учёбу, родители девушки организовали масштабную деятельность по её поиску. Они опросили преподавателей колледжа, её сокурсников и знакомых. После исчезновения Валентины её отец несколько дней подряд приходил на вокзал и садился на тот самый электропоезд, на котором она уехала в день исчезновения. С фотографией дочери в руках он расспрашивал о её возможном местонахождении пассажиров и проводников. Мать Валентины Надежда Шкляева связалась с исполняющим обязанности министра внутренних дел России, после чего девушка была объявлена в федеральный розыск.
В ходе расследования её исчезновения сотрудники правоохранительные органы нашли несколько свидетелей, которые заявили, что Сергей Халметов 30 сентября 2002 года был замечен с ней в вагоне электрички, вследствие чего он попал в число подозреваемых. На допросе он вынужденно признал, что в тот день ехал в той же электричке вместе с Валентиной, однако, согласно его утверждениям, девушка вскоре перешла в другой вагон, и он больше её не видел. Так как тело Шкляевой не было обнаружено, из-за отсутствия доказательств причастности Халметова к её исчезновению его были вынуждены отпустить, после чего он, с целью отвести от себя всякие подозрения, явился в дом к родителям Валентины Шкляевой и попытался убедить их в том, что он не имеет никакой причастности к исчезновению их дочери. Спустя 9 лет, в феврале 2012 года родителям Валентины Шкляевой передали письмо от девушки по имени Галина, которая в письме утверждала о том, что она вместе с Валентиной несколько лет находились в сексуальном рабстве, после чего им удалось сбежать. Девушка сообщала, что Шкляева вместе с 3-летней дочерью по имени Дарья находится в Пскове, где следует организовать её поиски. Оригинал письма у родителей Валентины изъяли следователи, после чего заявили, что оно было написано «психически нездоровым односельчанином» Шкляевых, и расследование было остановлено. В убийстве Валентины Шкляевой Сергей Халметов признался лишь в конце 2017 года, написав явку с повинной.
Следующие убийства, известные следствию, Сергей Халметов совершил летом 2006 года. На железнодорожном вокзале станции «Пермь-2» он познакомился с убежавшими из дома 13-летней девочкой и её 12-летней подружкой. Обе девочки росли в социально неблагополучной обстановке. В ходе знакомства Халметов предложил девочкам поужинать и переночевать у него дома, на что они ответили согласием. Он привёл девочек в безлюдное место на территории Дзержинского района города Перми, где под угрозой убийства изнасиловал их, после чего задушил. В ходе расследования убийств следователи обнаружили на телах убитых следы биологической жидкости преступника, из которой был выделен ДНК Халметова, однако на тот момент к его разоблачению это не привело.
Последнее известное следствию убийство Сергей Халметов совершил в 2007 году. Жертвой стала 40-летняя беременная женщина, жительница посёлка Балезино (Удмуртия).

### Первый арест и осуждение
На основании свидетельских показаний Халметов был задержан через несколько дней после совершения убийства в качестве основного подозреваемого. В последующие месяцы его вина была доказана результатами криминалистических экспертиз, впоследствии на судебном процессе Халметов был признан виновным в совершении убийства, сопряжённого с изнасилованием, после чего 10 ноября 2008 года Кезским районным судом Удмуртской Республики ему было назначено уголовное наказание в виде 10 лет лишения свободы. Свою вину в преступлении он признал, заявив, что убил женщину из-за возникновения между ними разногласий.
В период отбывания наказания Халметов характеризовался администрацией тюремного учреждения положительно. В середине 2010-х годов у Халметова был взят образец крови, из которой был выделена ДНК, которая была внесена на учёт в федеральную базу данных геномной информации. Отбыв в тюремном заключении более 8 лет, 1 августа 2016 года Сергей Халметов получил условно-досрочное освобождение и вышел на свободу.

### Второй арест и повторное осуждение
В ходе расследования убийств детей, которые Халметов совершил летом 2006 года, был проведён комплекс судебно-медицинских и криминальных экспертиз, в том числе ДНК-экспертиза. В середине 2017 года по результатам ДНК-экспертизы было установлено, что генотипический профиль Халметова совпадает с генотипическим профилем убийцы несовершеннолетних девочек, вследствие чего Халметов был объявлен в розыск. После освобождения из тюрьмы Халметов развёлся с женой и вёл бродяжнический образ жизни, зарабатывая на жизнь случайными заработками. В ноябре 2017 года в результате совместной работы следователей следственного управления Следственного комитета Российской Федерации по Пермскому краю и оперативных сотрудников УУР ГУ МВД России по Пермскому краю его местонахождение было установлено, и он был арестован на территории Удмуртии.
Узнав, что ему грозит уголовное наказание в виде пожизненного лишения свободы, Халметов предложил прокуратуре заключить соглашение о признании вины. В обмен на смягчение уголовного наказания он написал явку с повинной, в которой сознался в совершении убийства Валентины Шкляевой, после чего было возбуждено уголовное дело. Осенью 2018 года Халметов несколько раз под конвоем доставлялся на место совершения убийства для проведения следственного эксперимента, целью которого было воспроизведение опытным путём действий, обстановки и других обстоятельств, связанных с убийством Шкляевой, но останки девушки найти не удалось. В ходе следственного эксперимента Халметов не смог сориентироваться на месте совершения убийства. Он указал несколько мест, где якобы захоронена Шкляева, и утверждал, что ориентиром могил служили деревья, однако в указанных им местах останки не были обнаружены, так как за 16 лет после совершения убийства на этом месте была проложена дорога, ряд деревьев был вырублен, а ряд других пророс в других местах. В конечном итоге отделение по расследованию особо важных дел СУ СК по Пермскому краю из-за «изменения обстановки на месте предполагаемого убийства» приостановило расследование, и соглашение о признании вины было аннулировано. На судебном процессе Халметов был признан виновным в совершении убийств несовершеннолетних девочек, после чего суд назначил ему уголовное наказание в виде пожизненного лишения свободы.

### В заключении
После осуждения Сергей Халметов для отбытия наказания был этапирован в «Исправительную колонию № 18 Управления Федеральной службы исполнения наказаний по Ямало-Ненецкому автономному округу», более известную как Полярная сова. В 2024 году расследование убийства Валентины Шкляевой было возобновлено, вследствие чего Халметов покинул «Полярную сову» и спустя 5 лет вернулся в Пермь для проведения т. н. «ситуационной экспертизы», которая назначается в уголовном деле при отсутствии тела жертвы убийства. Летом 2024 года Сергей Халметов снова был доставлен на предполагаемое место совершения убийства девушки, где на манекене показал следователям, как убивал Валентину Шкляеву. Учитывая его признательные показания и результаты анализирования его действия, следствие в конечном итоге пришло к выводу, что показания Халметова являются достоверными, и ему было предъявлено обвинение в совершении убийства девушки.
После предъявления обвинения Сергей Халметов неожиданно отказался от своих показаний и заявил о своей непричастности к совершению убийства Шкляевой. Через несколько дней он умудрился вырезать из уголовного дела свою явку с повинной и уничтожить её.
Из свидетельств представителя отдела по расследованию особо важных дел СУ СК по Пермскому краю:
Когда в 2024 году Халметова привезли в Пермь и поместили в СИЗО, к нему пришел следователь, чтобы ознакомить его с материалами уголовного дела. То ли следователь отвлекся, то ли вышел, но Халметову удалось вырезать из дела явку с повинной и другие доказательства его вины, которые, как он заявляет, были получены незаконно. А уничтожил он эти документы, когда вернулся в камеру. Получается, его плохо досматривали и до встречи со следователем, раз дали пронести пусть небольшой, но острый предмет, которым он и вырезал страницы из дела, и после, когда он нес их в камеру.
Халметову дополнительно было предъявлено обвинение в воспрепятствовании осуществлению правосудия и производству предварительного расследования. Свои действия он объяснил несогласием с предъявленным ему обвинением, так как утверждал, что те доказательства, которые он вырезал и уничтожил, были получены от него следствием под давлением.
Судебный процесс открылся 16 сентября 2024 года. На судебных заседаниях Халметов не признал своей вины в убийстве Шкляевой и цинично высказывался в адрес убитой девушки и её родителей. Сергей Халметов вынужденно признал, что был знаком с Валентиной Шкляевой, но на разных заседаниях выдал несколько версий знакомства с убитой. Согласно его первоначальной версии, Шкляева злоупотребляла алкоголем, вела распущенную половую жизнь и состояла в интимных отношениях с ним, однако родители Валентины это всячески опровергали на суде. Согласно другой версии, он познакомился со Шкляевой в день её исчезновения в вагоне электрички. Согласно одной из последних версий, в поезде он и Валентина познакомились с компанией молодых людей, после чего все они вышли на перрон станции «Промышленный участок», где якобы их новые знакомые остались стоять на перроне, а он с Валентиной отправился в лесопосадку, где они занялись сексом, после чего он ушел, а Валентина вернулась в компанию молодых людей, один из которых является её настоящим убийцей. На одном из судебных заседаний отцу Валентины Шкляевой стало плохо от информации, услышанной от Халметова, после чего он перестал посещать заседания суда.
Из свидетельств матери Валентины Шкляевой:
До того, как в зал зашли присяжные, судья и другие участники заседания, я посмотрела Халметову в глаза и спросила: «Ты мне хоть косточку дочери дашь?». Ответ его был невнятным, но смысл был примерно такой: «Если меня признают виновным – вообще ничего не получите».
29 октября 2024 года Халметов был признан виновным в совершении убийства Валентины Шкляевой, после чего суд назначил ему дополнительные 9 лет лишения свободы к его пожизненному сроку. Во время вынесения приговора он не признал своей вины в убийстве Шкляевой и заявил о своей непричастности к совершению убийств детей в 2006 году, заявив о том, что несет только ответственность за убийство женщины в 2007 году. После осуждения он направил кассационную жалобу на приговор по этому делу, однако суд апелляционной инстанции признал его законным и оставил его без изменений.
Комментарий руководителя отдела по расследованию особо важных дел СУ СКР по Пермскому краю Дмитрия Попова:
Прокурор поддержал наше решение, что Халметов должен понести наказание за убийство Шкляевой, хотя тело найти и не удалось. Осужденного вновь привезли на место, где он сперва признался в убийстве и пытался указать место, где закопал тело, но потом отказывался от своих слов и говорил, что не убивал потерпевшую. Тем не менее, у нас собрана достаточная доказательная база, подтверждающая его вину.
В декабре 2024 года состоялся суд по обвинению Сергея Халметова в воспрепятствовании осуществлению правосудия и производству предварительного расследования. На суде Халметов признал, что вырезал листы уголовного дела с 71-й по 79-ю страницу, где была часть протокола его явки с повинной и стенограмма допроса в качестве обвиняемого. Вырезанные листы он сложил в свою тетрадь формата А4, после чего сжег их в своей камере в напольном унитазе. Лезвие, которое представляло собой маленькую заточенную пластину, Халметов, по своим словам, спрятал в тетрадке А4. В конце января 2025 года он был признан виновным в уничтожении им доказательств вины в убийстве Валентины Шкляевой, после чего Ленинский районный суд Перми назначил ему в качестве уголовного наказания 200 часов принудительных работ. Сергей Халметов не согласился с назначенным еиу наказанием и вскоре подал кассационную жалобу, заявив, что приговор является абсурдным, учитывая его пожизненный срок. Его жалоба была удовлетворена, после чего апелляционная инстанция отменила приговор и направила его на новое рассмотрение. 27 марта 2025 года в ходе нового судебного процесса суд снова признал его виновным по всем пунктам обвинения, однако учел в качестве смягчающего обстоятельства признание им вины и раскаяние в содеянном, после чего назначил ему уголовное наказание в виде 180 часов обязательных принудительных работ.